# 索朗扎巴
索朗扎巴（藏語：བསོད་ནམས་གྲགས་པ་，威利转写：bsod nams grags pa；1969年3月—）藏族，西藏自治区那曲地区嘉黎县人，班禅额尔德尼·确吉杰布的父亲。

## 生平
索朗扎巴和桑吉卓玛都生在普通牧民家。1986年，二人在那曲地区组织的文化补习班上结识并有了感情，一年以后在嘉黎县结婚。
1990年2月13日，桑吉卓玛生下第二个儿子。桑吉卓玛的父亲是个藏传佛教喇嘛，认为这孩子有佛像，便取名“坚赞诺布”，藏语意为“神的胜利幢”。坚赞诺布出生时，藏北正遭百年未遇的雪灾。索朗扎巴时任嘉黎乡乡长，奔波在各牧民点组织牧民抗灾，孩子出生后，索朗扎巴忙于工作，三个月没回家。当时，中央派运输机、直升机向藏北灾区空投救灾物资，中国人民解放军及武警官兵打通被大雪封闭的道路，西藏自治区、那曲地区、嘉黎县三级工作组到藏北遭雪灾的全部113个乡救牧民。由于救援得力，此次雪灾中，400余万头牲畜获救，牧民未冻死或饿死一人。
1994年9月间，扎什伦布寺高僧嘎钦·边巴以普通人身份来桑吉卓玛家做客时，发现他在观湖时看到的藏文字母“扎”，正是索朗扎巴名字里的一个字母。此后经过考察，坚赞诺布被扎什伦布寺的十世班禅转世灵童寻访人员选为转世灵童候选人之一。1995年，坚赞诺布经过金瓶掣签被选为十世班禅转世灵童，随后坐床成为十一世班禅。
2013年5月17日，中共西藏自治区党委书记陈全国在西藏拉萨会见了班禅额尔德尼·确吉杰布的父亲索朗扎巴。

## 家庭
- 妻：桑吉卓玛
- 长子：索朗贡布
- 次子：坚赞诺布，后出家为班禅额尔德尼·确吉杰布